# Karl von Miltitz
Karl von Miltitz (né vers 1490 et décédé le 20 novembre 1529) est un ecclésiastique allemand, nonce apostolique et chanoine de la cathédrale Saint-Martin de Mayence. 

## Biographie
Karl von Miltitz naît vers 1490 à Rabenau ou à Scharfenberg, dans une famille de la noblesse immémoriale (Uradel) de Saxe. Il est le fils de Sigismund von Miltitz, Landvogt de Meissen.
De 1508 à 1510 il étudie à Mayence, Trèves et Cologne, puis à Bologne à partir de 1510. 
En 1513 ou 1514, il est nommé à la curie romaine et en 1515 il devient notaire pontifical. Ses origines saxonnes en font un intermédiaire privilégié entre la papauté et les souverains saxons Frédéric le Sage, électeur de Saxe et Georges le Barbu, duc de Saxe. Pour ce dernier, il obtient ainsi la permission de transporter un peu de la terre du cimetière des Allemands à Rome, où elle avait été apportée depuis Jérusalem, pour la faire déposer dans le cimetière d'Annaberg.
Le 3 septembre 1518, après l'échec de la mission de Cajétan, le pape Léon X décide de décerner à Frédéric le Sage la Rose d'or qu'il convoitait en vain depuis trois ans, espérant ainsi le convaincre de faire cesser les attaques de Martin Luther contre la pratique des indulgences. Le 15 octobre 1518, Miltitz est donc nommé nonce apostolique et chargé de remettre cette distinction à l'électeur de Saxe. Les 5 et 6 janvier 1519, il rencontre Martin Luther à Altenburg. Il obtient de sa part l'engagement de ne plus s'exprimer sur la question des indulgences, promettant de son côté d'imposer également le silence à ses adversaires Johann Tetzel et Albert de Brandebourg. À la suite de cette entrevue, Luther écrit au pape une lettre qu'il remet à Miltitz. 
De nouvelles rencontres ont lieu entre les deux hommes, le 9 octobre 1519 à Liebenwerda puis en octobre 1520 à Lichtenburg, près de Wittenberg, mais la rupture avec Rome est déjà consommée.
De 1523 jusqu'à sa mort, Miltitz vit à Mayence ou à Meissen, exerçant la fonction de chanoine de la cathédrale Saint-Martin de Mayence. Le 20 novembre 1529, près de Groß-Steinheim, il tombe accidentellement dans le Main et se noie. 
Karl von Miltitz est enterré dans la cathédrale Saint-Martin de Mayence.